# Eduardo Diatahy Bezerra de Menezes
Eduardo Diatahy Bezerra de Menezes (Fortaleza, 28 de abril de 1935) é um professor, escritor e sociólogo brasileiro.

## Biografia
Primo do pedagogo Lauro de Oliveira Lima, do padre e filósofo Manfredo Araújo de Oliveira e de Ulpiano Toledo Bezerra de Meneses professor de História Antiga da USP.
Bacharel em Letras e em Pedagogia pela Universidade Federal do Ceará, é doutor em Sociologia do Conhecimento pela Université de Tours (França) e pós-doutor em História Antropológica pela École des hautes études en sciences sociales (França).
Obteve uma bolsa do governo francês e foi aluno de Jean Piaget (Epistemologia) e de Georges Gurvitch (Sociologia), na Sorbonne, Paris, França. Fez cursos de especialização em Pesquisas Educacionais, em São Paulo e no Departamento de Desenvolvimento Humano da Universidade de Chicago, Estados Unidos. Doutorado em Sociologia do Conhecimento, na Universidade de Tours, França e pós-doutorados na Sorbonne e na Escola de Altos Estudos em Ciências Sociais do Colégio de França, em Paris.
Professor da Universidade Federal do Ceará e da Universidade Estadual do Ceará, foi professor visitante da Universidade de Colônia, Alemanha, foi vencedor do Prêmio Osmundo Pontes, na categoria Ensaio, em 2000. Autor de vasta produção bibliográfica, especialmente científica, é membro da Academia Cearense de Letras, da Academia Cearense de Ciências, do Instituto do Ceará e da Association Internationale des Sociologues de Langue Française.
Escritor, ensaísta e poeta, tendo publicado mais de 300 artigos em periódicos e colaborado com mais de 40 livros. Ingressou na Academia Cearense de Letras no dia 9 de maio de 1997, sendo saudado pelo acadêmico Pedro Paulo Montenegro. Ocupa a vaga deixada pelo romancista Fran Martins, cadeira número 5, cujo patrono é Papi Júnior.

## Obra
- Une épistémologie des Sciences de l´Homme – aspects de la contribution de Jean Piaget, 1976
- O enigma do Jano Caboclo, 1980;
- O pensamento brasileiro de clássicos cearenses, volume I, 2005
- O pensamento brasileiro de clássicos cearenses, volume II, 2006
- Contrapontos: ensaios de crítica, (1998),[11]